# فراز فاطمي
فراز فاطمي (4 أكتوبر 1977 بشيراز في إيران - ) هو لاعب كرة قدم إيراني في مركز الهجوم. شارك مع منتخب إيران لكرة القدم. أما مع النوادي، فقد لعب مع نادي استقلال طهران ونادي برسبوليس ونادي ذوب آهن أصفهان ونادي فجر شهيد سباسي ونادي مس كرمان ونادي إيغاليو لكرة القدم ونادي ماشين سازي.